# 大濠公園
大濠公園（、ローマ字表記: Ōhori-kōen）は、福岡市中央区にある福岡県営の都市公園（総合公園）である。国の登録記念物となっている。また、大濠公園は同公園を町域に含む同区の行政地名（丁目の設定がない単独町名）でもあり、全域で住居表示が実施済みである。町内の面積は41.68ヘクタール（このうち公園の面積は39.8ヘクタール）。2022年11月末現在の人口は127人。郵便番号は810-0051。

## 公園の概要

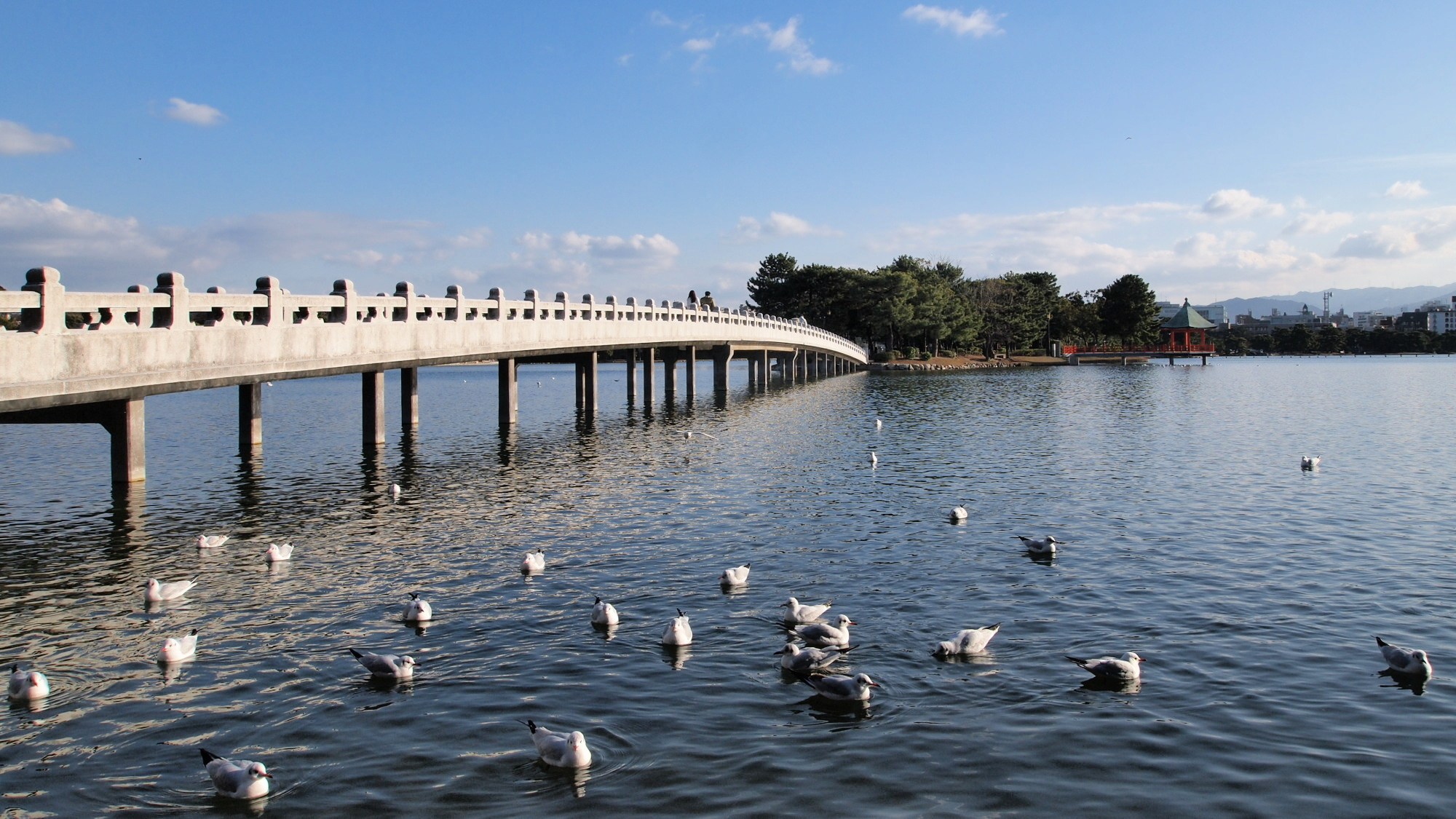
観月橋と浮島

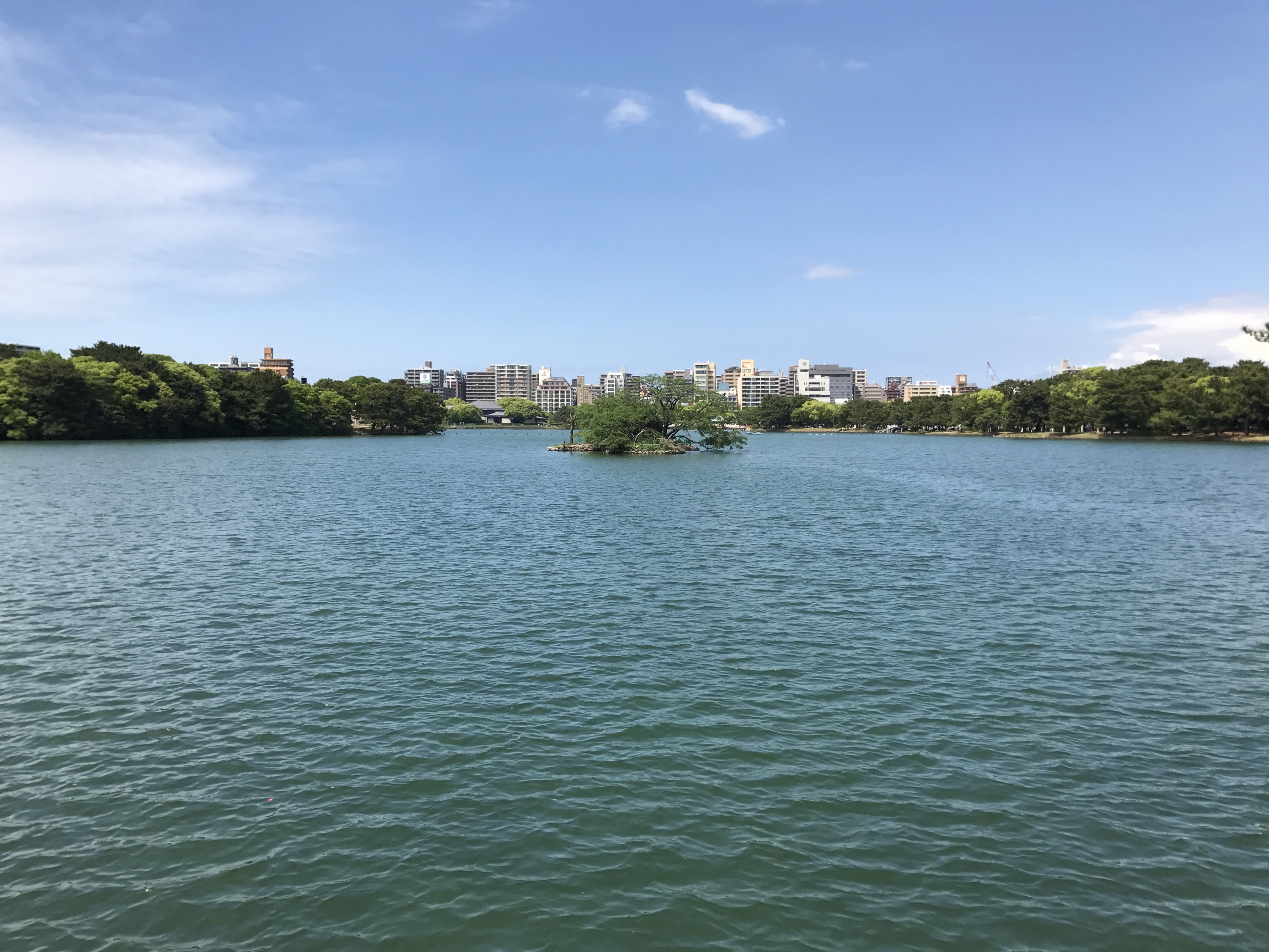
南岸のさつき橋から観月橋方面を望む。湖中に浮かぶのは鴨島。

舞鶴橋

福岡城の外濠で、入り江でもあった草香江をもとにした大きな池が特徴的な公園である。池を貫くように島がいくつか存在し、それぞれが橋でつながっているので、中央部を経由して池を渡ることができる。付近には福岡城址（舞鶴公園）、福岡市美術館、NHK福岡放送局などがあり、福岡市民の憩いの場として親しまれており、周囲がほぼ2km(正確には1,921m)とキリの良い距離のため、サイクリングやジョギングをする人も多く見られる。春には近隣の舞鶴公園や西公園とともに、花見の名所となっている。著名人の中でも、王貞治は福岡での生活が長かったため、大濠公園の桜を思い出すと述べている。
園内には、新婚旅行中のマリリン・モンローとジョー・ディマジオがロイヤル中洲本店時代に立ち寄ったレストラン「花の木」が2013年5月31日まで営業していた（ボートハウスは2013年のシーズン一杯まで営業）。なお「花の木」は大濠公園便益施設の公募コンペに再び選ばれたことから、2015年2月5日に「ボートハウス 大濠パーク」の一店舗として復活した。「Room 1953」も引き続き健在。
毎年8月1日には西日本大濠花火大会が開催されており、福岡市の夏の風物詩として知られていたが2018年を最後に中止となった。

## 公園の歴史
この場所一帯は草ヶ江と呼ばれる入り江で、博多湾に続いていた。筑前福岡藩初代藩主となった黒田長政により、入り江の一部が埋め立てられ、天神を通り那珂川へ掘られた肥前堀と共に、福岡城の外堀として城の護りとした。明治維新で福岡城が廃城になると、肥前堀が埋め立てられたことにより水の循環が滞った。そのため夏季にはやぶ蚊が大量発生するなど環境悪化の原因になるため、明治末以来この大堀を埋め立てる計画がいくつか立てられた。
一方で、1915年（大正4年）には埋め立て計画を報じる新聞紙上で松永安左衛門の遊園地化案が紹介されたほか、1919年（大正8年）には団琢磨が大堀の埋立反対と公園化の提案を地元紙に掲載した。1924年（大正13年）、福岡市は東公園の松林の樹勢復活のために東京帝国大学農学部教授の本多静六教授を招聘したが、本多は一緒に視察した西公園から見下ろした大堀に注目して、大堀の公園化を主張。翌1925年（大正14年）、本多は助手の永見健一と共に再び福岡を訪れて、公園整備計画「福岡県経営東公園西公園大堀公園改良計画」を提出した。
同じ頃、福岡市は東亜勧業博覧会の開催を計画しており、県は市の博覧会準備委員会に整備事業の促進を依頼させることで、公園の整備費を県議会で可決させることに成功。外堀の約14万坪のうちの7万坪を埋め立てには、大堀を浚渫した土砂に加え、当時福岡市で行われていた薬院から六本松への道路開削工事で排出された25万tの土砂が用いられた。当時の金額で総額約45万円かかる工事費は、外堀西側の埋め立て地3万坪を住宅地として払い下げることにより償還している。東亜勧業博覧会は、1927年（昭和2年）3月から約2か月開催された。その後、福岡県が造園し、1929年（昭和4年）3月に公園として開園した。
終戦後には進駐軍の兵舎が設置されたが、1966年（昭和41年）3月に開催された福岡大博覧会（福岡博）の会場として、公園東側を中心に再整備された。開催後、跡地に大噴水や福岡市美術館や遊具が建設されたほか、1990年代にはジョギング・サイクリング用の道路が整備され、現在も都心の公園として多くの人が集まる。大噴水は水面から50ｍ以上も噴き上げる大型の物であったが、風下にある福岡管区気象台の観測に影響が出るということで1988年（昭和63年）に解体撤去された。
1980年代には池の水質が悪化し、アオコの発生や悪臭が深刻化した。1985年、水質改善を求める10万人の署名活動が行われた結果、県も対策に乗り出すこととなり、1992年にかけて池の浚渫工事が行われることとなった。池の水を全て抜く作業の過程では、底から複数の焼夷弾が発見されている。
2020年には水草が異常発生し、管理事務所による大規模な刈り取りが行われている。また、イノシシが隣接する舞鶴公園にかけて出没し、騒動となった。更にこの年、園内の能楽堂で藤井聡太が王位を獲得した。
2021年5月11日に東京オリンピック聖火リレーを開催するにあたり大濠公園をスタート並びにコースの一部に予定されていた。ところが、新型コロナウイルス感染拡大（第4波）を受けて直前の2021年5月7日に福岡県を対象に新型インフルエンザ等対策特別措置法に基づく緊急事態宣言を発出し、同12日より緊急事態措置をとることが決定した。これを受けて大濠公園を含む県内の公道での聖火リレーは中止することとなった（隣接する舞鶴公園内平和台陸上競技場でのセレモニーは無観客での開催を決定）。
2022年1月13日、第29回福岡市都市景観賞の大賞に「大濠テラス～八女茶と日本庭園と。～」が選出された。

### 西湖モデル説

公園内にある浮見堂。開園当時の公園にはなく、戦後に移設された。

現在、大濠公園は中国浙江省の杭州市にある名所の西湖を模して整備されたという説が広く流布し、観光ガイドブックや郷土史解説書にも広く紹介されているだけでなく、大濠公園管理事務所さえもパンフレットで同様の紹介をしている。しかし、本多・永見が提出した「福岡県経営東公園西公園大堀公園改良計画」には、「海外幾千の公園の実況を参考とし」としか書かれておらず、西湖だけをモデルにしたという記述は一切無い。また、第二次世界大戦前に刊行されたガイドブックや観光案内にも記述は無い。
この「西湖をモデルとした」という説が発生するきっかけになったのは、1949年（昭和24年）の昭和天皇行幸に伴い、戦前東公園にあった動物園のアシカ池に設置されていた中国風の東屋を浮見堂として移設したためだとされている。その後、1968年（昭和43年）初版の市の観光ガイドブックに、「西湖を小さくしたのがこの大濠公園といったらどうであろうか」という記述が見られ、1978年（昭和53年）に発行された歴史ガイドに初めて西湖をモデルとしたという記述が現れる（なお、改訂版に記述は踏まえられたが、新版にこの記述は無い）。以降、この記述が官民問わず他のガイドブックにも転載され、拡散していったと考えられている。

## 公園の施設

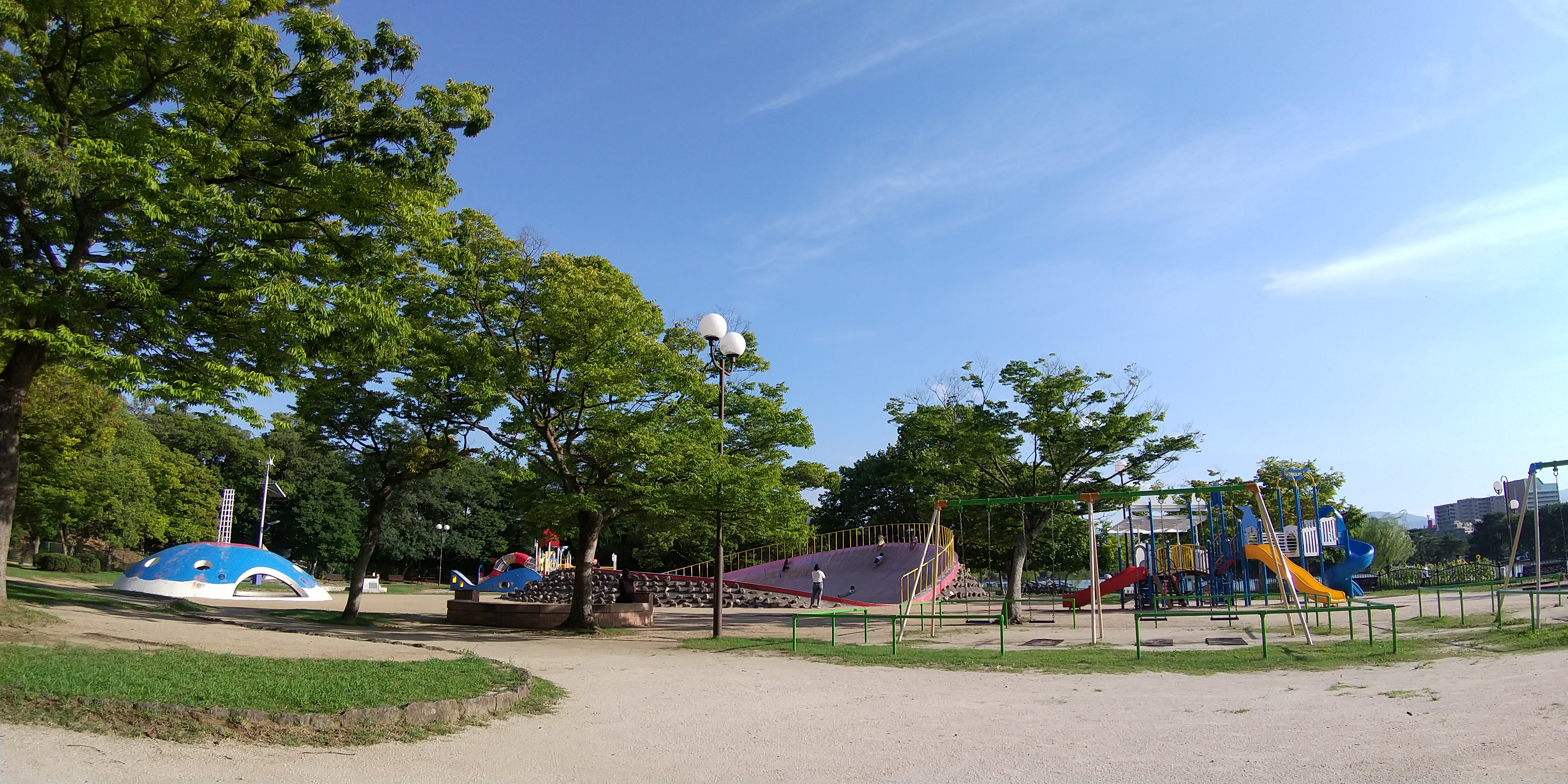
東側児童遊園：くじら公園[注釈 1]
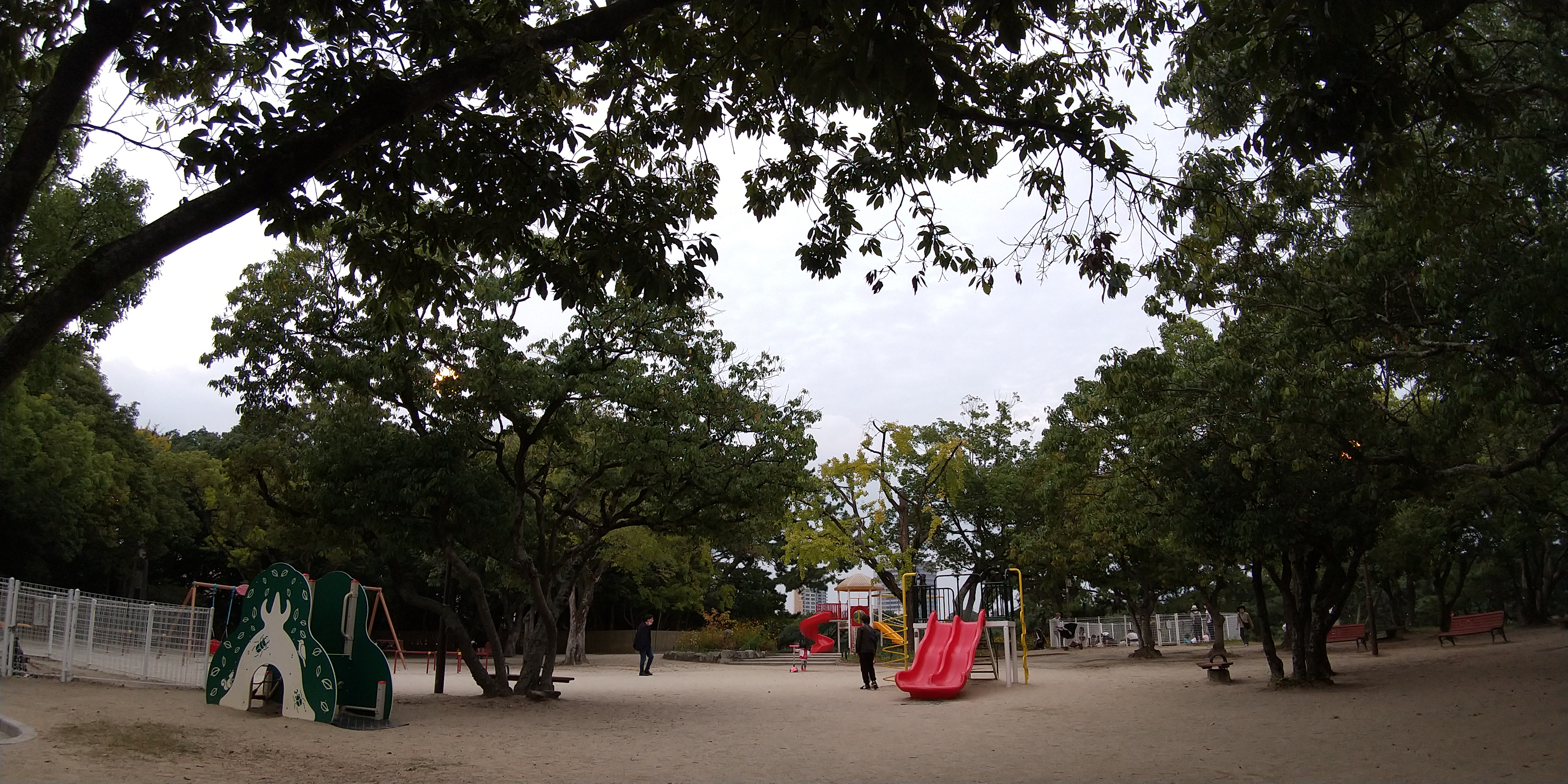
西側児童遊園：どんぐり公園[注釈 2]
- 野鳥の森
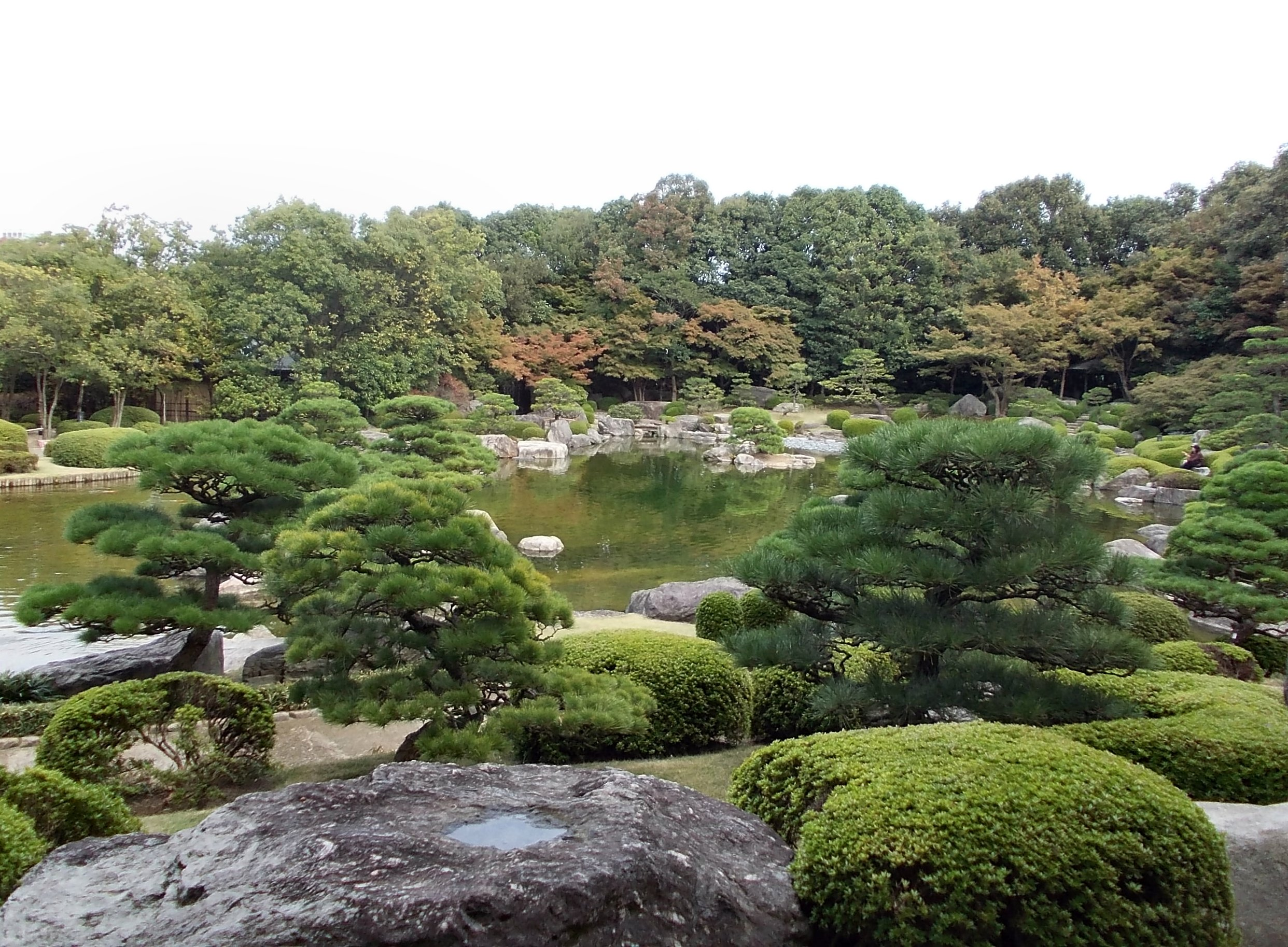
日本庭園[注釈 3]
- 舞鶴橋（まいづるばし）
- 観月橋（かんげつばし）
- 柳島
- 松月橋（しょうげつばし）
- 松島（まつしま）
- 茶村橋（ちゃそんばし）
- 菖蒲島
- 皐月橋（さつきばし）
- 鴨島（かもしま）
- 循環水路[注釈 4]

- 東側児童遊園：くじら公園
- 西側児童遊園：どんぐり公園
- 日本庭園

## 行事
- 西日本大濠花火大会 - 花火大会。8月1日開催。公園全体が会場になる。(2018年に終了)
- 筑紫舞の会 - 毎年7月か8月に能楽堂で開催される能楽公演
- 大濠公園イルミネーション - 毎年冬期に公園北口付近を点灯している。

## 町丁としての地理
町丁としての地理に関しては、大濠公園は、福岡市の都心部とされる中央区天神の西約2キロメートル、中央区の北西部に位置する。北で明治通りを挟んで荒戸と、東で城内と、南で六本松及び大濠と、西で大濠及び黒門と隣接する。町域内は大部分が都市公園（総合公園）としての大濠公園が占めているが、北側の明治通りの沿線などには、公共・公益施設、商業施設、共同住宅なども立地する。

### 河川
町内には次の河川がある。
- 黒門川（大濠池の排水路[注釈 5]）

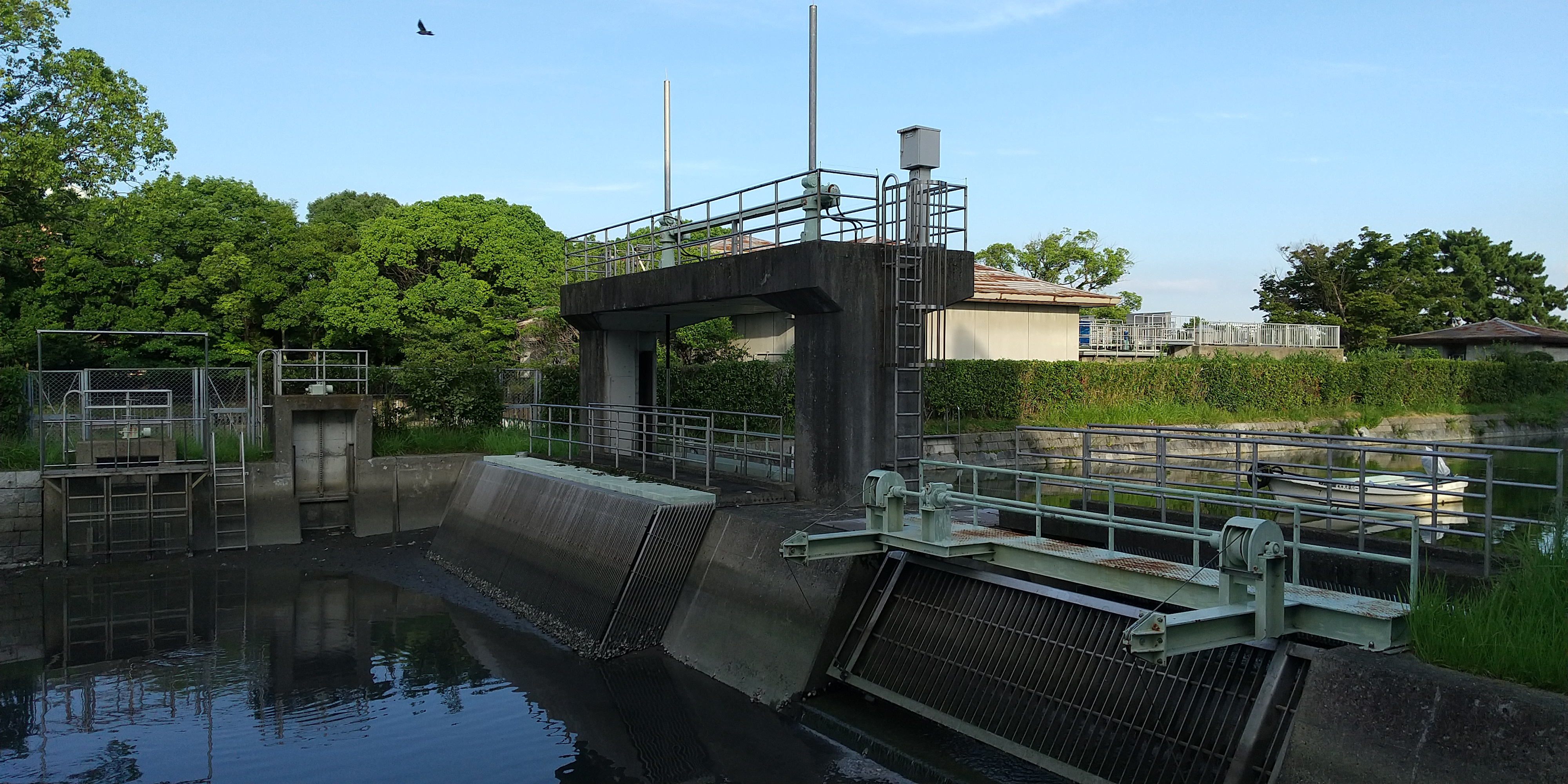
黒門川の水門

### 都市計画
都市計画に関しては、「福岡市都市計画マスタープラン」において、大濠公園は、緑と歴史・文化が調和した魅力ある空間づくりを行い、集客・交流の拠点となる地区に位置付けられ、舞鶴公園と大濠公園の歩行者ネットワークの強化などがまちづくりの視点とされている。また、北から順に西公園、大濠公園、舞鶴公園、南公園及び油山までつながる「緑地・丘陵地」の一部に位置付けられ、緑地の保全・育成や無秩序な開発の抑制がまちづくりの視点とされている。用途地域は、明治通りと市道大濠公園1185号線の道路境界線及びこの線を東西に延長した線に挟まれた範囲、福岡大濠郵便局の敷地の範囲及び国体道路の北側道路境界線から概ね50メートルの範囲は第二種住居地域に、これら以外は第一種住居地域に指定されている。また、町内の明治通りと市道大濠公園1185号線に囲まれた範囲以外は、すべて風致地区に指定されており、造成や建築などを行うときには一定の制限がある。

### 道路
主な幹線道路は次の通り。
- 昭和通り（博多姪浜線）
- 明治通り（千代今宿線）
- 国体道路（堅粕西新2号線）

## 町域の変遷
| 住居表示実施後 | 実施年月日          | 住居表示実施前（各町名の一部） |
| -------------- | ------------------- | ------------------------------ |
| 大濠公園       | 1963年 （昭和38年） | 大名町・荒戸町                 |

## 人口
大濠公園の人口の推移を福岡市の住民基本台帳（公称町別）に基づき示す（単位：人）。集計時点は各年9月末現在である。
- 2001年（平成13年）：223
- 2002年（平成14年）：215
- 2003年（平成15年）：212
- 2004年（平成16年）：199
- 2005年（平成17年）：203
- 2006年（平成18年）：205
- 2007年（平成19年）：186
- 2008年（平成20年）：126
- 2009年（平成21年）：84
- 2010年（平成22年）：111
- 2011年（平成23年）：121
- 2012年（平成24年）：123
- 2013年（平成25年）：129
- 2014年（平成26年）：114
- 2015年（平成27年）：118
- 2016年（平成28年）：115
- 2017年（平成29年）：116
- 2018年（平成30年）：125
- 2019年（令和元年）：112
- 2020年（令和2年）：119
- 2021年（令和3年）：131
- 2022年（令和4年）：125

## 施設 (公園以外)
- 大濠公園能楽堂[注釈 7]
- 福岡市美術館[注釈 8]
  - カフェ「アクアム」[34]
  - レストラン「プルヌス」[34]
- スターバックスコーヒー大濠公園店（平成22年4月26日、開業）[注釈 9]
- ボートハウス 大濠パーク（平成27年2月6日開業）[注釈 10]
  - レストラン花の木[35]
  - ロイヤルガーデンカフェ[36]
  - パークショップ
    - ピンクベリー（フローズンヨーグルト）

  - レンタルボート
- 大濠テラス[注釈 11][37] 八女茶と日本庭園と。(令和2年9月開業)
- 福岡大濠郵便局[注釈 12]
- 中央警察署荒戸交番[注釈 13]
- 中央警察署大濠連絡派出所[注釈 14]
- 大濠・西公園管理事務所[注釈 15]
- 大濠公園池水浄化施設[注釈 16]

## 文化財

### 登録記念物
- 大濠公園

### 市登録文化財

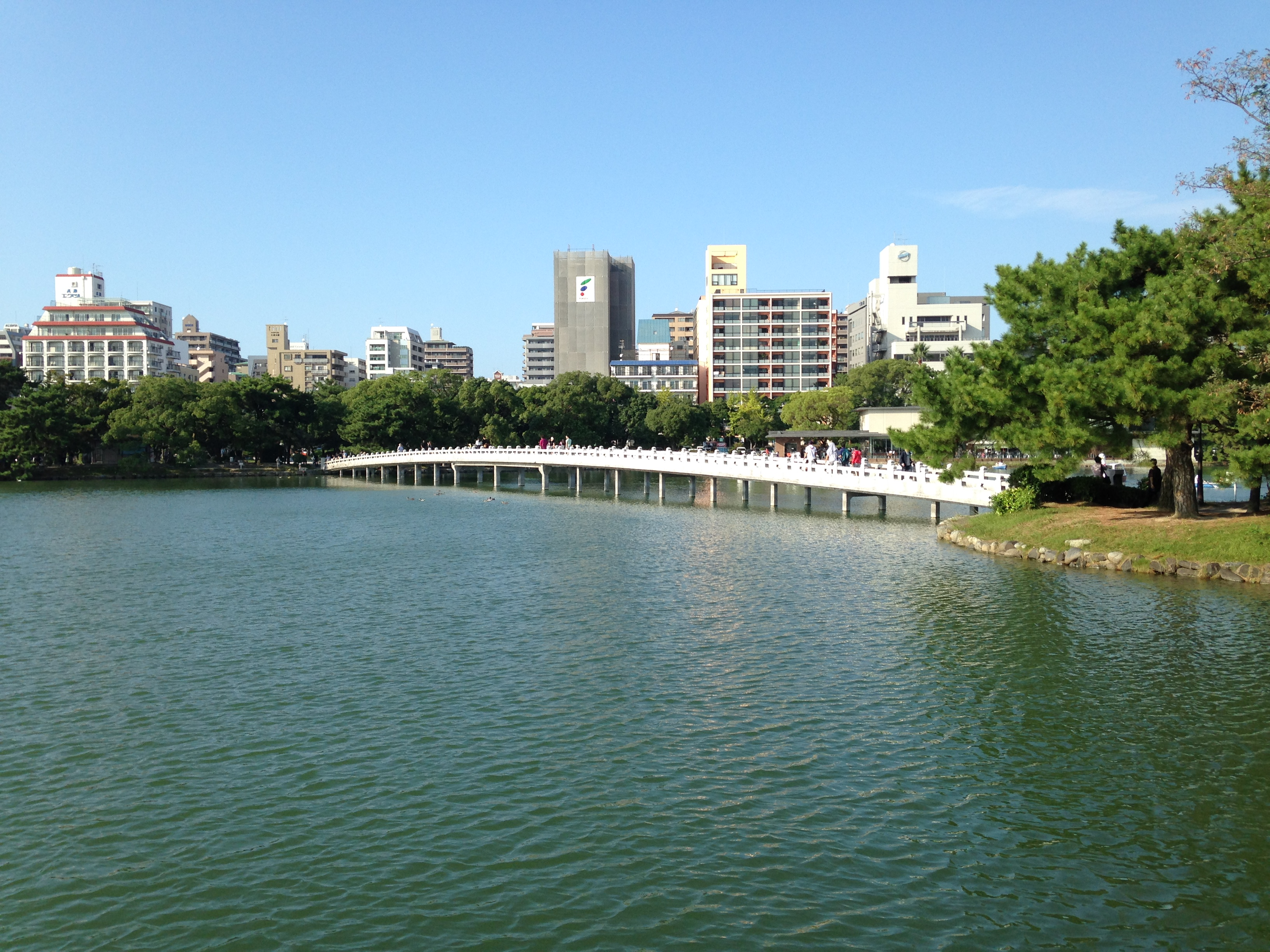
大濠公園観月橋

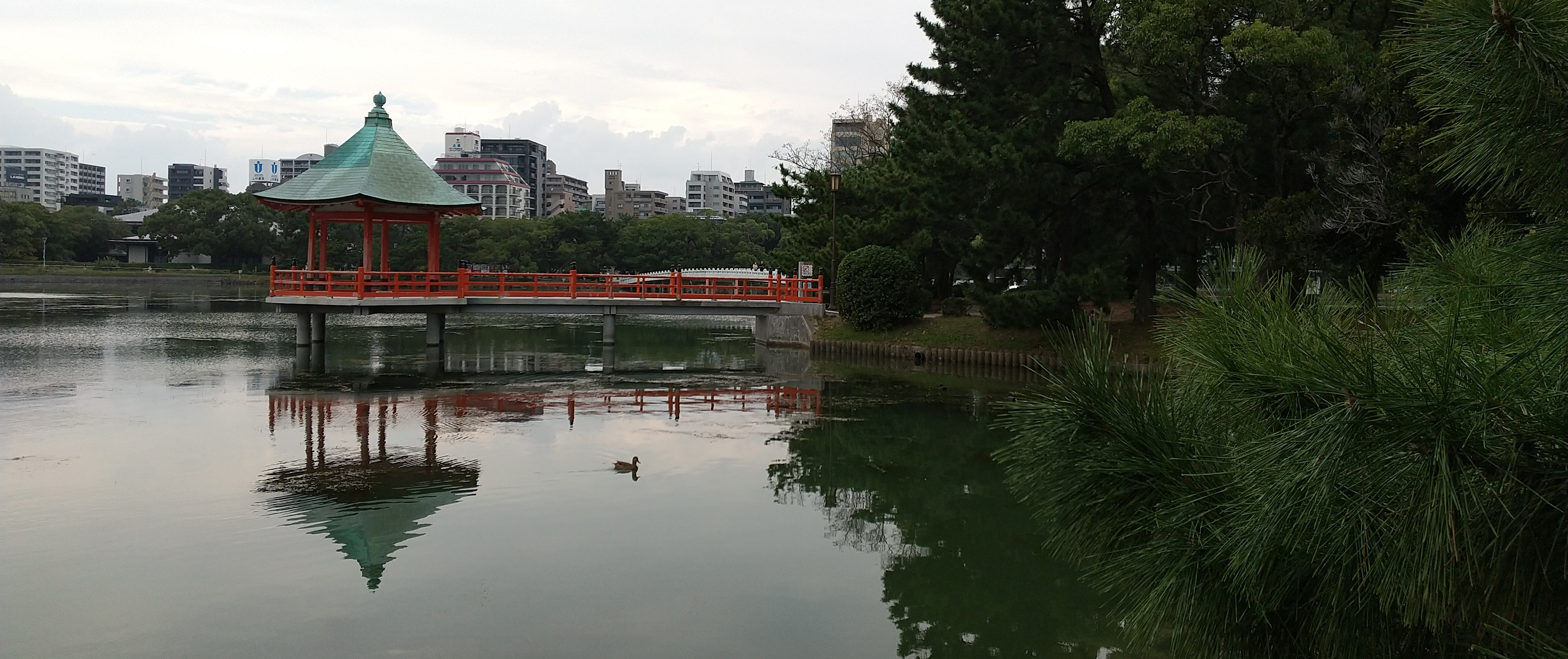
大濠公園浮見堂

- 大濠公園観月橋
- 大濠公園松月橋
- 大濠公園茶村橋
- 大濠公園舞鶴橋
- 大濠公園浮見堂

## 周辺
公園周辺は良好な住環境の住宅街として知られ、高層マンションや福岡市でも価格帯が高価なマンションも多数点在する。

### その他周辺の主な施設
- 福岡城址
- 舞鶴公園
- 平和台陸上競技場
- 平和台球場跡
- 鴻臚館跡展示館
- NHK福岡放送局
- 福岡縣護國神社
- 福岡管区気象台
- 福岡大学附属大濠中学校・高等学校
- 在福岡アメリカ合衆国領事館
- かんぽ生命保険福岡サービスセンター（旧福岡地方簡易保険局）
- 福岡武道館（博多区に移転予定、跡地に福岡県立美術館建設予定[45]）

## 交通アクセス

### 鉄道
鉄道については、福岡市交通局が運営する地下鉄の福岡市地下鉄空港線が地区の北側に通っており、次の駅がある。
- 大濠公園駅 下車徒歩5分[注釈 17]
- 唐人町駅 下車徒歩8分[注釈 18]

また、福岡市地下鉄七隈線が南方の六本松に通っており、次の駅がある。
- 六本松駅 下車徒歩10分

### バス
バスについては、西日本鉄道株式会社が運営する西鉄バスの路線バスが運行しており、次の停留所がある。
- 明治通り沿い：荒戸一丁目 - 大濠公園 - 黒門
- 国体道路沿い：福岡城・NHK放送センター入口 - 福大大濠中高前 - 大濠公園南
- 市道舞鶴公園線沿い：福岡市美術館東口 - 福岡城・NHK放送センター入口
- 城南線沿い：大濠

また、同じく西日本鉄道株式会社が運営するFUKUOKA OPEN TOP BUSが運航しており、次のコースがある。
- シーサイドももちコース：大濠公園前 - 大濠公園.福岡城址
- 博多街なかコース：大濠公園.福岡城址